# 남레이테주

남레이테주 위치지도

남레이테주(영어: Province of Southern Leyte, 타갈로그어: Timog Leyte)는 필리핀 동비사야스 지방에 속한 주로 주도는 마신이며 인구는 421,750명(2015년 기준), 면적은 1,797.2 km2이다. 레이테섬 남부의 1/4을 차지한다. 북쪽으로는 레이테주, 동쪽으로는 수리가오 해협을 경계로 북수리가오주와 접하며 남쪽으로는 보홀해, 서쪽으로는 보홀주와 접한다. 1959년 5월 22일 레이테주에서 분리되어 신설되었다.
남레이테주에 거주하는 주민들은 세부아노어를 구사하며 그 다음으로는 와라이어를 구사한다. 그 밖에도 영어, 스페인어와 같은 외국어를 구사할 줄 안다. 필리핀에서 처음으로 기독교 미사가 열린 곳이어서 필리핀 기독교의 탄생지로 여겨진다.

## 행정 구역

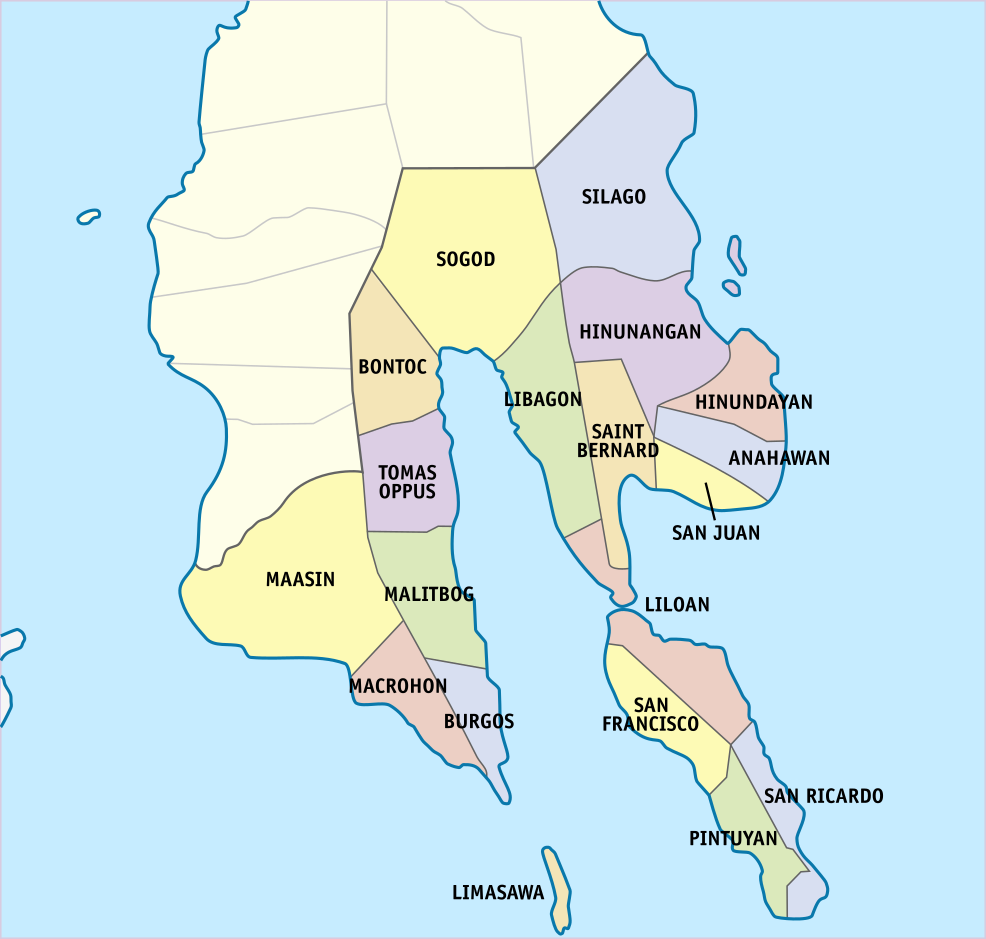
남레이테주 지도

### 도시
- 마아신 (Maasin) - 주도

### 읍
- 아나하완 (Anahawan)
- 본토크 (Bontoc)
- 히누낭안 (Hinunangan)
- 히눈다얀 (Hinundayan)
- 리바곤 (Libagon)
- 릴로안 (Liloan)
- 리마사와 (Limasawa)
- 마크로혼 (Macrohon)
- 말리트보그 (Malitbog)
- 파드레부르고스 (Padre Burgos)
- 핀투얀 (Pintuyan)
- 세인트버나드 (Saint Bernard)
- 산프란시스코 (San Francisco)
- 산후안 (San Juan)
- 산라카르도 (San Ricardo)
- 실라고 (Silago)
- 소고드 (Sogod)
- 토마스오뿌스 (Tomas Oppus)

## 인구
| 연도                                    | 인구    | ±% p.a. |
| --------------------------------------- | ------- | ------- |
| 1903                                    | 72,369  | —       |
| 1918                                    | 121,871 | +3.54%  |
| 1939                                    | 172,552 | +1.67%  |
| 1948                                    | 187,581 | +0.93%  |
| 1960                                    | 209,608 | +0.93%  |
| 1970                                    | 251,425 | +1.83%  |
| 1975                                    | 276,418 | +1.92%  |
| 1980                                    | 296,294 | +1.40%  |
| 1990                                    | 321,940 | +0.83%  |
| 1995                                    | 317,565 | −0.26%  |
| 2000                                    | 360,160 | +2.73%  |
| 2007                                    | 390,847 | +1.13%  |
| 2010                                    | 399,137 | +0.77%  |
| 2015                                    | 421,750 | +1.06%  |
| 2020                                    | 429,573 | +0.36%  |
| Source: Philippine Statistics Authority |         |         |